# بيلسايز بارك (محطة مترو أنفاق لندن)
بيلسايز بارك (بالإنجليزية: Belsize Park)‏ هي إحدى محطات مترو أنفاق لندن. تقع على خط نورذيرن أفتتحت في المنطقة (Zone) رقم 2 أفتتحت في 22 يونيو 1907. 